# Hymenophyllum laminatum
Hymenophyllum laminatum är en hinnbräkenväxtart som beskrevs av Edwin Bingham Copeland. Hymenophyllum laminatum ingår i släktet Hymenophyllum och familjen Hymenophyllaceae. Inga underarter finns listade.